# Simulationsspiel
Simulationsspiele bzw. -aktivitäten sind eher Methoden als Spiele im engeren Sinn: sie erzeugen eine realitätsnahe Umgebung, in der Verhaltensweisen getestet werden können.
Oft werden diese Spiele/Aktivitäten auch eingesetzt, um eine (Unterrichts)-Reihe zu beginnen.
Simulationsspiele/Aktivitäten sind geeignet, um Betroffenheit/Empathie zu erzeugen oder um eine Gruppe in eine bestimmte Situation zu versetzen, die sie sonst nur kognitiv und nicht emotional erfahren kann.
Es werden vier Funktionen unterschieden (vgl. Demmerle, Schmidt, Hess & Schneider, 2005):
- diagnostische Funktion: Wie verhält sich eine Person in einer bestimmten Funktion?
- Rückmeldefunktion: Ein Spieler erhält Rückmeldung über Verhalten oder dessen Wirkung.
- Trainingsfunktion: Neue Verhaltensweise werden getestet und optimiert.
- Perspektivenfunktion: Spieler schlüpfen in andere Rollen, um (soziale) Situationen aus anderen Perspektiven beurteilen zu können (z. B. Rollentausch).

Zu den wichtigsten Vertretern gehören
- Rollenspiele
- Fallstudien
- Planspiele

(vgl. Demmerle, Schmidt, Hess & Schneider, 2005).
Simulationsspiele werden in der Regel in Gruppen durchgeführt (Gruppenspiele), Fallstudien und Planspiele können jedoch auch in Ein-Personen-Settings eingesetzt werden.